# Kościół Najświętszej Marii Panny na Glinianej Górce
Kościół Najświętszej Marii Panny na Glinianej Górce – rzymskokatolicki kościół filialny w Dzierżysławicach, należący do parafii św. Bartłomieja w Głogówku, w dekanacie Głogówek, diecezji opolskiej.
Kościół zlokalizowany jest na wzniesieniu zwanym Glinianą Górką, przy drodze krajowej nr 40 między Mochowem i Wierzchem, na gruntach sołectwa Dzierżysławice.

## Historia
Według legendy, 21 maja 1628 na Glinianej Górce miało dojść do pojednania katolików wracających z pielgrzymki z protestantami wygnanymi do Prudnika.
Pierwszą kaplicę na Glinianej Górce ufundował Jerzy III Oppersdorff. Co roku odbywała się do niej procesja. Pięć lat później została zniszczona przez stacjonujące tu wojska szwedzkie dowodzone przez Lennarta Torstenssona. Franciszek Euzebiusz Oppersdorff wzniósł w jej miejscu nowy drewniany kościół w 1687. Przy kościele wzniesiono drewnianą pustelnię.
Po zajęciu Śląska przez Prusy wydany został zakaz organizowania procesji na Glinianą Górkę, który utrzymywał się do 1779. Na niemieckiej mapie z 1760 święte miejsce na Glinianej Górce zaznaczone zostało jako kaplica o nazwie Löwen Capelle (kaplica lwa). Kościół został zburzony, w 1776 hrabia Henryk Ferdynand von Oppersdorff postanowił go odbudować. Do budowy przystąpiono w 1779. Odnowiono krzyż i pustelnię, obok której wykopano studnię, a na pagórku założono ogród dla pustelnika, który otrzymywał stałą pomoc finansową od majoratu. 6 września 1779 kościół został poświęcony. Budowę zakończono w 1781.
Pustelnia na Glinianej Górce nie zachowała się do czasów współczesnych. Kościół został uszkodzony i zdewastowany w czasie II wojny światowej. Odnowiono go w latach 1950–1951. Kolejne remonty przeprowadzono w 2009 i 2023.

## Architektura
Pośrodku retabulum znajduje się olejny obraz wzorowany na obrazie Matki Boskiej Wspomożenia Wiernych Lucasa Cranacha starszego. Wolno stojąca mensa oraz polichromia są rokokowe. Kościół posiada drewniany chór o wklęsło-wypukłym parapecie. W wejściu umieszczona jest kuta krata.